# 고등동 (수원시)
고등동(高等洞)은 대한민국 경기도 수원시 팔달구의 행정동이다. 팔달구 남쪽에 있는 동이다.

## 개요
고등동 지역은 수원화성 팔달산에 있는 화성장대(서장대)에서 서쪽으로 내려다 볼때 서둔과 축만제(서호)를 지킬 수 있는 정탐과 수비가 용이한, 생김새가 고래의 등처럼 높게 보여 이곳에서 능히 적을 살피고 기다릴 수 있는 적대라 여겨 고등(高等)이라 이름 붙여졌다고도 한다. 고려시대에 이곳이 고등촌처(高等村處)였으므로, ‘고등촌’이라 불리던 것을 이어받은 것이라 전해진다.
원래 수원부 지역으로 1796년 화성 축성 이후 수원군 남부면 속하였다. 1899년 발간된 《수원군읍지》를 보면, ‘고등촌면(高等村面)’이라 표기되어 있다. 1914년 4월 1일 일제에 의한 수원군의 동리 명칭 및 구역 변경 때, ‘고등촌’이란 명칭을 ‘고등리’로 바꾸어 일형면 관할 하에 두었다. 그리고 1936년 10월 1일 조선 총독부령 제94호에 의하여 수원읍이 확장될 때 수원읍으로 편입되었는데, 이 때 ‘고등정(高等町)’이란 일본식 명칭으로 불리게 되었다. 해방 후인 1949년 8월 15일 수원읍이 수원부(수원시)로 승격되면서, 이 지역의 명칭도 일본식 이름을 버리고 고등동으로 바뀌게 되었다. 이후 1963년 1월 1일 동 통합 때 화서동과 함께 고화동(高華洞) 관할이 되었다가, 1979년 1월 수원시 조례 제838호에 의하여 고화동이 고등동과 화서동으로 분동됨에 따라 독립적인 동으로서 오늘에 이르고 있다.

## 법정동
- 고등동

## 교육

### 수원시팔달구사립대학교[2]
- 아주대학교